# Municipio de Migues
El Municipio de Migues es uno de los municipios del departamento de Canelones, Uruguay. Tiene como sede la ciudad homónima.

## Ubicación
El municipio se encuentra localizado en la zona este del departamento de Canelones. Limita al norte con el municipio de Tala, al noreste con el departamento de Lavalleja, al este con el municipio de Montes, al sur con el de Soca y al oeste con el municipio de San Jacinto.

## Características
El municipio fue creado por ley 18.653, de 15 de marzo de 2010, y forma parte del departamento de Canelones. Su territorio comprende al distrito electoral CKA de ese departamento. 
Se trata de una zona cuyas principales actividades económicas son la agropecuaria y la agroindustrial.
Su superficie es de 343 km² y cuenta con una población de 3720 habitantes.
Forman parte del municipio las siguientes localidades:
- Migues
- Estación Migues

## Autoridades
Las autoridades del municipio son el alcalde y cuatro concejales.
Alcaldes según período:
| Nº | Alcalde                 | Partido             | Inicio del mandato      | Fin del mandato         | Observaciones       | Concejales                                                                          |
| -- | ----------------------- | ------------------- | ----------------------- | ----------------------- | ------------------- | ----------------------------------------------------------------------------------- |
| 1  | María del Carmen Suárez | Partido Nacional PN | 2010                    | julio de 2015           | Alcaldesa elegida   |                                                                                     |
| 2  | María del Carmen Suárez | Partido Nacional PN | julio de 2015           | 26 de noviembre de 2020 | Alcaldesa reelegida | Jorge de Armas (PN) Sinforoso Rodríguez (PN) Emilio Garcia (FA) Daniel Pereira (FA) |
| 3  | Nahuel Jorge Cabrera    | Partido Nacional PN | 27 de noviembre de 2020 | 2025                    | Alcalde elegido     | José González (FA) Gladys Lamancha (PN) Irma Camejo (PN) Ana González (PN)          |